# Bactra erasa
Bactra erasa es una especie de polilla del género Bactra, categorizada en la tribu Olethreutini, de la subfamilia Olethreutinae.

## Distribución
Se distribuye por India.

## Taxonomía
Fue descrita por Meyrick en 1928 y publicada en (Bactra), Exotic Microlepid. 3: 442.